# Młodocin Mniejszy
Młodocin Mniejszy (prononciation : [mwɔˈdɔt͡ɕin ˈmɲei̯ʂɨ]) est un village polonais de la gmina de Kowala dans le powiat de Radom de la voïvodie de Mazovie dans le centre-est de la Pologne.
Il se situe à environ 4 kilomètres au nord-ouest de Kowala (siège de la gmina), 11 kilomètres au sud-ouest de Radom (siège du powiat) et à 97 kilomètres au sud de Varsovie (capitale de la Pologne).
Le village compte approximativement une population de 618 habitants en 2009.

## Histoire
De 1975 à 1998, le village appartenait administrativement à la voïvodie de Radom.